# Theo Kolkenbrock
Theodor Kolkenbrock (* 29. März 1932 in Bottrop; † 15. März 2022 in Bottrop) war ein deutscher Fußballspieler, der für den VfB Bottrop und den Wuppertaler SV in der höchsten bzw. zweithöchsten Liga gespielt hat.

## Laufbahn
Bei Kriegsende trat Kolkenbrock, den auch die Medien stets nur Theo nannten, dem VfB Bottrop bei. Mit den Schwarz-Weißen wurde er 1949 A-Jugend-Niederrheinmeister. Der Mittelstürmer wurde 1950 von Dettmar Cramer zu einer Englandreise der nordwestdeutschen A-Jugend-Auswahl mitgenommen, mit der er vier Spiele bestritt. Ab 1951 gehörte er der Herrenmannschaft des VfB an, die in der 2. Liga West spielte. 1952 scheiterte die Elf, die hinter dem SV Sodingen Staffelzweiter geworden war, in der Aufstiegsrunde zur Oberliga West an der SpVgg Erkenschwick und dem STV Horst-Emscher, 1953 und 1954 belegte sie nur Plätze im Tabellenmittelfeld, obwohl der torgefährliche und „pfeilschnelle Rechtsaußen“, als der Theo Kolkenbrock inzwischen aufgestellt wurde, jeweils die Ligatorschützenkrone gewann. Als die Bottroper in der folgenden Saison (1954/55) unter Trainer Willi Multhaup den Aufstieg wieder knapp verpassten – sie belegten hinter dem Wuppertaler SV und Hamborn 07 den dritten Rang –, wechselte er zum in dieser Hinsicht erfolgreicheren WSV, gegen den er in diesem Jahr beim Heim-2:2 und dem 1:2 im Stadion am Zoo sämtliche VfB-Treffer erzielt hatte.
Bei den Bergischen traf er auf eine ganze Reihe namhafter Mitspieler wie „Coppi“ Beck, Horst Szymaniak, Torhüter Klaus Wilhelm und den jungen Günter Augustat, und ein Jahr später verstärkte der WSV sich mit Erich Haase und Erich Probst weiter. Dennoch schlossen die Blau-Roten in der Oberligatabelle am Ende beider Spielzeiten nur im Mittelfeld ab. Kolkenbrock wurde 1957 von Trainer Jupp Schmidt zum Abwehrspieler umgeschult, nachdem Mittelläufer Jochen Menze seine Karriere beendet hatte; im Sommer 1958 musste der WSV in die zweite Liga zurückkehren. Erst in der Saison 1962/63 spielten Kolkenbrocks Wuppertaler wieder erstklassig, aber nur für ein Jahr, weil sie in der neu geschaffenen Bundesliga keine Aufnahme fanden. Und ausgerechnet bei dem bis dahin größten Erfolg des WSV, dem Erreichen des Halbfinales im DFB-Pokal 1962/63, setzte Trainer Robert Gebhardt den Abwehrspieler nicht ein. In der anschließenden Regionalligasaison erlitt Theo Kolkenbrock im Rückspiel bei Schwarz-Weiß Essen einen Bruch des Mittelfußknochens. Nachdem sich der Heilungsprozess als schwierig und langwierig herausstellte, beendete er im Sommer 1964 seine Spielerkarriere.
Insgesamt hat er für den Wuppertaler SV in der Oberliga 87 Punktspiele bestritten und darin zehn Treffer erzielt; in der Regionalliga brachte er es noch auf 21 Begegnungen ohne eigenen Torerfolg. Die Zahlen seiner Zweitliga-Einsätze für den VfB Bottrop und den WSV konnten bisher nicht ermittelt werden.

## Leben neben und nach dem Fußball
Theo Kolkenbrock hatte als junger Mann eine Ausbildung zum Versicherungskaufmann gemacht und in diesem Beruf bis 1955 gearbeitet. Anschließend war er bis zu seiner Verrentung als Angestellter beim Rheinisch-Westfälischen Elektrizitätswerk in Gelsenkirchen beschäftigt. Der Familienvater hat sein gesamtes Leben in Bottrop gewohnt und ist auch während seiner neun Jahre beim Wuppertaler SV zum Training immer zwischen beiden Städten gependelt – „zwei bis drei Mal pro Woche 60 km hin und 60 zurück“, wie er sich erinnerte. Das Jahnstadion, wo sein alter VfB spielt, besuchte er  aber nur noch selten.